# Alcohol-deshidrogenasa
La alcohol-deshidrogenasa (ADH) (EC 1.1.1.1) es una enzima descubierta a mediados de los años 1960 en la mosca Drosophila melanogaster y es un dímero con un peso molecular de 80 kDa. Las alcohol-deshidrogenasas son un grupo de siete enzimas que están frecuentemente presentes en muchos organismos y facilitan la interconversión entre alcoholes y aldehídos o cetonas con la reducción de NAD+ a NADH. La reacción catalizada es:
Alcohol + NAD+ {\displaystyle \rightleftharpoons } Aldehído o Cetona + NADH
Como cofactores en la reacción es posible la utilización de zinc o hierro dependiendo del tipo de alcohol-deshidrogenasa.
En los humanos y muchos otros animales, sirven para eliminar alcoholes que podrían ser tóxicos; en las levaduras y muchas bacterias, algunas alcohol-deshidrogenasas catalizan la reacción opuesta como parte de la fermentación alcohólica.
En todos los seres vivos la enzima actúa sobre los alcoholes primarios, secundarios y hemiacetales. Solamente en los animales actúa sobre alcoholes cíclicos secundarios.

## Tipos de ADH humanas
Los tipos de ADH humanas son:
- alcohol-deshidrogenasa 1A (ADH1A) o alcohol-deshidrogenasa subunidad alfa.

- alcohol-deshidrogenasa 1B (ADH1B) o alcohol-deshidrogenasa subunidad beta. Se conocen tres alelos de esta enzima: ADH1B*1 correspondiente a la variante beta-1, ADH1B*2 correspondiente a la variante beta-2 y ADH1B*3 correspondiente a la variante beta-3. La frecuencia del alelo ADH1B*2 es aproximadamente del 75% en la población oriental mientras que es inferior al 5% en la población caucásica.

- alcohol-deshidrogenasa 1C (ADH1C) o alcohol-deshidrogenasa subunidad gamma. Se conocen dos alelos principales de esta enzima, la ADH3*1 o gamma-1 tiene Arg-272/Ile-350 mientras que la ADH3*2 o gamma-2 tiene Gln-273/Val-350. Se asocia a la ADH3*1 con una velocidad de oxidación rápida del etanol y a la ADH3*2 con una velocidad lenta. Las alcohol-deshidrogenasas 1 se encuentran en el citoplasma y tienen 2 átomos de zinc unidos por cada subunidad. Cada subunidad está formada por un dímero de unidades 1A, 1B y 1C idénticas (homodímero) o no idénticas (heterodímero).

- alcohol-deshidrogenasa 4 (ADH4) o alcohol-deshidrogenasa clase II cadena pi. Se encuentra en el citoplasma y tiene unidos 2 átomos de zinc por cada subunidad que es un homodímero.

- alcohol-deshidrogenasa 6 (ADH6). Se encuentra en el citoplasma y tiene unidos 2 átomos de zinc por cada subunidad. Esta enzima es más específica de los tejidos del estómago e hígado.

- alcohol-deshidrogenasa 7 (ADH7) o alcohol-deshidrogenasa clase IV cadena mu/sigma. Esta enzima participa en la oxidación del retinol para la síntesis del ácido retinoico, una hormona importante para la diferenciación celular. Los compuestos de cadena media (octanol) y aromáticos (m-nitrobenzaldehído) son los mejores sustratos. El etanol no es un buen sustrato pero cuando éste alcanza altas concentraciones en el tracto digestivo, la enzima participa en la oxidación del etanol y contribuye al primer paso del metabolismo del etanol. Esta enzima se encuentra en el citoplasma de las células estomacales y se une a dos átomos de zinc por cada subunidad que es un homodímero.

- alcohol-deshidrogenasa 5 (ADH5) o alcohol-deshidrogenasa clase III. Esta enzima es remarcablemente inefectiva en la oxidación del etanol pero cataliza correctamente la oxidación de alcoholes primarios de cadena larga y la oxidación de la S-hidroximetil glutationa. Se encuentra en el citoplasma y tiene unidos 2 átomos de zinc por cada subunidad que es un homodímero.

La ADH permite al organismo el consumo de bebidas alcohólicas, pero probablemente su propósito evolutivo es la rotura de los alcoholes que contienen naturalmente los alimentos o que son producidos por las bacterias en el tracto digestivo. Otra posibilidad es que el propósito evolutivo de la enzima sea el metabolismo de la vitamina A.
La alcohol-deshidrogenasa también está involucrada en la toxicidad de otros tipos de alcoholes. Por ejemplo, oxida el metanol para producir formaldehído y etilenglicol para obtener por último ácido glicólico y ácido oxálico.
La actividad de la alcohol-deshidrogenasa varía entre hombres y mujeres, y entre poblaciones de diferentes lugares del mundo. Por ejemplo, las mujeres no son capaces de procesar alcohol a la misma velocidad que los hombres ya que no expresan tan frecuentemente como ellos la alcohol hidrogenasa. El nivel de actividad no solamente es dependiente del nivel de expresión sino también es debido a la diversidad alélica entre la población. Estas diferencias alélicas están relacionadas con la región de origen. Por ejemplo, se ha encontrado que las poblaciones europeas expresan un alelo para la alcohol-deshidrogenasa que hace que esta sea mucho más activa que los alelos encontrados en las poblaciones asiáticas y americanas.

## Mecanismo en los seres humanos
El mecanismo de una alcohol-deshidrogenasa con cofactor zinc es:
1. Unión con la coenzima NAD+.
2. Unión con el sustrato alcohol mediante coordinación con zinc.
3. Deprotonación de la His-51.
4. Deprotonación de la nicotinamida ribosa.
5. Deprotonación de la Ser-48.
6. Deprotonación del alcohol.
7. Transferencia de hidruro desde el ion alcóxido al NAD+, dando NADH y un aldehído o cetona unido al zinc.
8. Producción del aldehído producto.

Esto es un ejemplo del mecanismo de la alcohol-deshidrogenasa del hígado. El sustrato se coordina con uno de los átomos de zinc del dímero, el zinc del sitio activo que está involucrado en la catálisis. En el sitio activo los ligandos son Cys-46, Cys-174, His-67 y una molécula de agua. El otro dímero está involucrado con la estructura. En este mecanismo, el hídrido del alcohol va hacia el NAD+. Las estructuras cristalinas indican que la His-51 deprotona la nicotinamida ribosa, que a su vez deprotona la Ser-48. Finalmente, la Ser-48 deprotona el alcohol produciendo el aldehído.

## Sitio activo

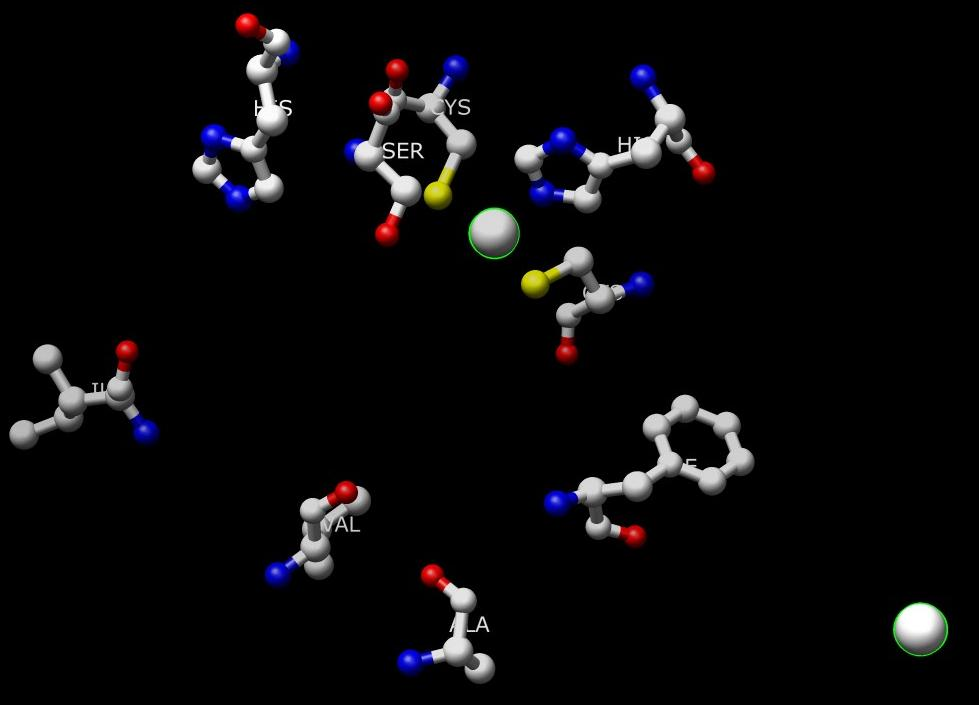
Sitio activo.

El sitio activo consiste en un átomo de zinc, His-67, Cys-174, Cys-46, Ser-48, His-51, Ile-269, Val-292, Ala-317, y Phe-319. El zinc coordina al sustrato (alcohol). El zinc es coordinado por Cys-146, Cys-174, y His-67. Phe-319, Ala-317, His-51, Ile-269 y Val-292 estabilizan la NAD+ formando puentes de hidrógeno. His-51 y Ile-269 forman puentes de hidrógeno con los alcoholes en la nicotinamida ribosa. Phe-319, Ala-317 y Val-292 forman puentes de hidrógeno con la amida en NAD+.

## ADH en levaduras y bacterias
A diferencia de los humanos, las levaduras y las bacterias no fermentan glucosa para obtener lactato. En cambio, fermentan glucosa para obtener etanol y CO2.
Glucosa + 2ADP +2Pi → 2 etanol + 2CO
2 + 2ATP +2H
2O
El piruvato resultante de la glicólisis se convierte a acetaldehído y dióxido de carbono, y el acetaldehído es reducido a etanol por una alcohol-deshidrogenasa llamada ADH1. El propósito de esta última etapa es la regeneración de NAD+, de tal forma que la glicólisis pueda continuar. Los humanos aprovechan este proceso para producir bebidas alcohólicas permitiendo a las levaduras fermentar varios tipos de cereales o frutas. Es interesante apuntar que las levaduras pueden producir y consumir su propio alcohol.
La principal alcohol-deshidrogenasa en las levaduras es más grande que la de los humanos. Consiste en cuatro subunidades y también contiene zinc en su sitio catalítico. Conjuntamente con las zinc-alcohol-deshidrogenasas de los animales y humanos, estas enzimas de las levaduras y de muchas bacterias forman la familia de las alcohol-deshidrogenasas de cadena larga.
La levadura de la cerveza también tiene otra alcohol-deshidrogenasa, la ADH2, que ha evolucionado como una versión duplicada del cromosoma que contiene el gen ADH1. La levadura utiliza la ADH2 para convertir etanol en acetaldehído, y solamente se expresa cuando la concentración de azúcar es baja. Tener estas dos enzimas permite a la levadura producir alcohol cuando hay mucha cantidad de azúcar (y este alcohol entonces mata a otros microbios competidores), y cuando hay poca cantidad de azúcar la levadura oxida el alcohol.

## ADH con hierro como calefactor
Una tercera familia de alcohol deshidrogenadas, no relacionada con las dos ya mencionadas, es la que contiene hierro en vez de zinc. Esta familia está presente en las bacterias y una forma aparentemente inactiva se ha encontrado en las levaduras. En comparación con las otras familias, estas enzimas son sensibles al oxígeno.

## Otros tipos de ADH
Otra clase de alcohol-deshidrogenasas pertenece a las quinoenzimas y requiere cofactores quinoides (pirroloquinolina quinona, PQQ) como aceptores de electrones unidos a la enzima. Un ejemplo típico para este tipo de enzimas es la metanol deshidrogenasa de las bacterias metilotrópicas.

## Aplicaciones
En pilas de combustible de etanol, las alcohol-deshidrogenasas pueden utilizarse para catalizar la rotura del combustible .
En biotransformación, las alcohol-deshidrogenasas se usan frecuentemente para la síntesis de estereoisómeros enantioméricamente puros de alcoholes quirales. Al contrario que con procesos químicos, las enzimas producen directamente el enantiómero deseado del alcohol por reducción de la cetona correspondiente.

## Salud
Se han realizado estudios que muestran que la alcohol-deshidrogenasa puede tener influencia en la dependencia del metabolismo del alcohol en alcohólicos. Los investigadores han detectado unos pocos genes que están asociados con el alcoholismo. Si las variantes de estos genes codificaran formas de metabolismo más lento de alcohol-deshidrogenasas, hay un riesgo más alto de padecer alcoholismo. Los estudios han encontrado que estas mutaciones son responsables del rechazo del alcoholismo en poblaciones asiáticas. De todas formas, la investigación continúa para identificar los genes y su influencia en el alcoholismo.
La dependencia de las sustanvias adictivas es otro problema asociado con la ADH, ya que los investigadores piensan que está unido al alcoholismo. Un estudio sugiere que la farmacodependencia tiene siete genes ADH relacionados con este trastorno. Esto puede dar como resultado tratamientos enfocados a estos genes específicos. De todas formas, hace falta más investigación para obtener resultados concluyentes al respecto.